# Florentius Jacobus Voltelen

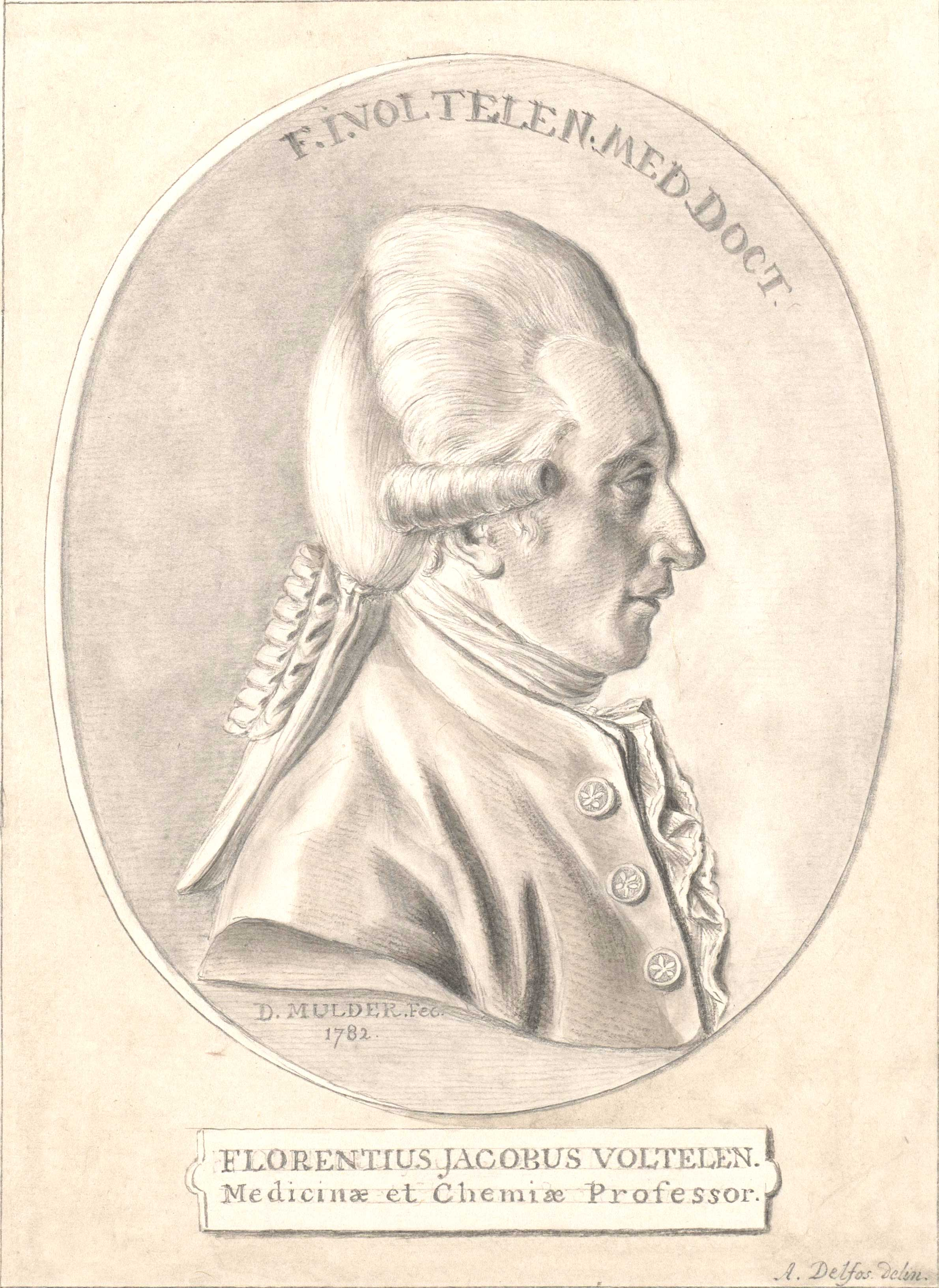
Floris Jacobus Voltelen

Florentius Jacobus Voltelen auch: Floris Jacobus Voltelen (* 18. Januar 1753 in Swartland (niederländische Kapkolonie); † 2. August 1795 in Leiden) war ein niederländischer Mediziner und Chemiker. 

## Leben
Der Sohn des Pfarrers Christiaan Benjamin Voltelen (* 26. Januar 1723 in Paramaribo/Surinam; † 25. März 1758 in Kapstadt) und Geertrui Susanna Meyboom, verbrachte seine frühe Jugend in Kapstadt. In seinem 12. Lebensjahr kam er nach ’s-Hertogenbosch, wo er die Lateinschule besuchte. Danach begann er ein Studium der Theologie an der Universität Utrecht, wo er sich allerdings erst 1775 in die Matrikel der Hochschule einschrieb. Hier hatte er anfänglich die Vorlesungen von Christoph Saxe und Carolus Segaar besucht. Bald aber fand er Gefallen an den medizinischen Vorlesungen von Johannes Oosterdijk Schacht, Pieter Luchtmans und Johann David Hahn. Am 8. Juni 1775 behandelte er hier die Abhandlung Observationes chemicomedicae de lacte humano, ejusque cum asinino et ovillo comparatione und folgte Hahn am 22. September 1775 an die Universität Leiden. 
Nachdem er in Leiden auch die Vorlesungen von Eduard Sandifort, Gualtherus van Doeveren und Nicolaus Georgius Oosterdijk besucht hatte, promovierte er dort am 28. Januar 1777 mit der Abhandlung Diatribe medica aditialis, memorabilem septennis apositiae historiam exhibens zum Doktor der Medizin. Danach wirkte er als Arzt des Waisenhauses in Utrecht. Am 20. Oktober 1783 wurde er von den Kuratoren der Leidener Hochschule zum außerordentlicher Professor der Medizin und Chemie berufen. Die Professur trat er am 17. Januar 1784 mit der Rede De hodiernae chemiae pretio rite constituendo an. Nach dem Tod von Hahn übernahm er dessen Aufgaben. Zudem hatte sich Voltelen auch an den organisatorischen Aufgaben der Leidener Hochschule beteiligt und war 1790/91 Rektor der Alma Mater. Bei der Niederlegung des Amtes hielt er die Rede De magnetismo animali, welche von dem Rotterdamer Mediziner Johannes Veirac unter dem Titel Redevoering over het dierlijk Magnetismus herausgebracht wurde. 
Voltelen, der in seinen Vorlesungen die neusten Entwicklungen der Chemie nach Antoine Laurent de Lavoisier behandelte, war auch Mitglied mehrerer Gelehrtengesellschaften in den Niederlanden und im Ausland. So war er zum Beispiel am 27. August 1782 Mitglied der Zeeländischen Gesellschaft der Wissenschaften in Vlissingen, am 21. Mai 1784 Mitglied der holländischen Gesellschaft der Wissenschaften in Haarlem, am 6. Mai 1779 Mitglied der Provinziellen Utrechtschen Gesellschaft der Künste und Wissenschaften (Proviciaal Utrechtsch Genootschap van Kunsten en Wetenschappen), 1787 konsultierendes Mitglied der Batavischen Gesellschaft für experimentelle Philosophie in Rotterdam (Bataafsch Genootschap der Proefondervindelijke Wijsbegeerte te Rotterdam) und 
konsultierendes Mitglied der Gesellschaft der Wissenschaften in Den Haag geworden.

## Familie
Am 20. Juni 1784 verheiratete Voltelen sich in Amsterdam mit Anne Emilie Vernède (* 28. April 1761 in Amsterdam; † 30. August 1802 in Leiden), der Tochter des Jacques Henri Vernède (* 20. Juni 1713 in Amsterdam; † 1777) und dessen Frau Anna Marie de Mauclerc. Aus der Ehe sind drei Töchter hervorgegangen. Von diesen kennt man: 
- Emilie Suzanne Voltelen (* 26. Oktober 1785 in Leiden) verh. N. Muller aus Amsterdam
- Henriette Geraldine Voltelen (* 11. September 1788 in Leiden;)
- Auguste Pauline Voltelen (* 18. Januar 1790 in Leiden; † 21. Dezember 1836 in Haarlem) verh. am 24. November 1814 in Den Haag mit Willem Hendrik van Voorst (* 17. September 1791 in Franeker; † 24. November 1855 in Haarlem) Mitglied des Gerichts in Haarlem, Autor und Sohn des Professors Johannes van Voorst

## Werke
- Observationes chemico-medicac de lacte humano, ejusque cum asinino et ovillo comparatione. Utrecht 1775
- Diatribe Memorabilem Septennis Apositiae Historiam. Leiden 1777 (Online)
- De lacte humano. Eiusque cum asinino et ovillo comparatione observationes chemicae. 1779
- Zyn er braakmiddelen, die men in zommige gevallen boven den wortel van Ipecacoanna verkiezen moet? Zoo ja: welke zyn die middelen, en wanneer komen ze te pas? 1782
- Bericht aangaande de ziekten binnen de stad Utrecht. Den Haag 1783
- Aanmerkingen over eene bedekte ontsteeking en verzwering in den onderbuik enz. Middelburg 1784
- Oratio aditialis de chemiae hodiernae pretio rite constituendo. 1784
- Redevoering over het dierlijk Magnetismus. Leiden 1791, (Online)
- Pharmacologica universa. 1797–1802, 3. Bde. (nach seinem Tod durch M. S. du Pui herausgegeben)